# A szél másik oldala
A The Other Side of the Wind (A szél másik oldala) 2018-ban bemutatott amerikai-francia kísérleti film. Írta, rendezte és vágta Orson Welles. A film főszereplői John Huston, Bob Random, Peter Bogdanovich, Susan Strasberg és Oja Kodar. A filmet Welles a visszatérésének szánta. A forgatás 1970-ben kezdődött, majd megszakításokkal 1976-ig tartott. Welles az 1980-as években folytatta a vágást, de jogi, pénzügyi és politikai okok miatt nem tudta befejezni. A filmet 2018-ban több mint negyven évvel a forgatás után mutatták be.
A történet egy film a filmben, amely egy idősödő hollywoodi filmrendező (Huston) életének utolsó napját követi, amint egy zárt körű vetítést és partit tart a legújabb, még befejezetlen filmjéhez. A filmet a korát meghazudtoló mockumentary stílus jellemzi, a gyors vágásokkal, színes és fekete-fehér felvételekkel egyaránt. Szatírának szánták, úgy, mint a klasszikus hollywoodi filmrendezők alkonya, az európai avantgárd filmrendezők, valamint az 1970-es évek fiatal rendezőinek kifigurázása. A kiadatlan filmet a mozi Szent Gráljának nevezték.
A film a történelem leghosszabb gyártási idejének a rekordját tartja: 48 év. Welles 1985-ben bekövetkezett halála ellenére a forgatás folytatódott, és több kísérletet tettek a befejezetlen film rekonstrukciójára. 2014-ben a film jogait megszerezte a Royal Road, a projektet pedig Peter Bogdanovich és Frank Marshall producer felügyelte. A szél másik oldala világpremierjét 2018. augusztus 31-én a 75. Velencei Nemzetközi Filmfesztiválon tartották, majd 2018. november 2-án jelent meg a Netflixen, a filmhez készült They’ll Love Me When I’m Dead című dokumentumfilm kíséretében, amelyben a film még életben lévő szereplői és alkotói mesélnek az elkészülés körülményeiről.